# Johan Lorentz Mørch
Johan Lorentz Mørch (auch Mørck; * 1783 in Frederiksberg; † 10. Dezember 1834 in Ilulissat) war ein dänischer Kaufmann und kommissarischer Inspektor in Grönland.

## Leben
Johan Lorentz Mørch wurde am 11. April 1783 als Sohn von Jørgen Petersen Mørck und Cathrine Ane Elisabeth Møller getauft. Er wurde 1805 zum Assistenten in Appat ernannt. Im Jahr darauf wurde er nach Qeqertarsuaq versetzt. 1807 wurde er Walfängerassistent in Killiit. Nur ein Jahr später wurde er kommissarisch zum Kolonialverwalter in Aasiaat ernannt. Ab 1809 war er Walfängerassistent in Kitsissuarsuit. Die Anlage wurde 1813 während des Kanonenbootkriegs aufgegeben und Mørch wurde wieder in Aasiaat angestellt. Wegen des Kriegs mangelte es an Versorgung in Nordgrönland, während die Lage in Südgrönland etwas besser war. Deswegen machte sich Mørch gemeinsam mit mehreren Grönländern im März 1813 auf die Reise von Aasiaat nach Holsteinsborg über Land, wobei sie unterschätzten, wie anspruchsvoll diese Reise war, und verloren den Großteil ihrer Schlittenhunde. Sie kamen nach acht Tagen völlig entkräftet in Sisimiut an, von wo aus die meisten mit dem Boot zurückgebracht wurden, während Mørch mit zwei Begleitern über den Landweg nach Aasiaat zurückkehrte.
1814 wurde er wieder kommissarisch zum Kolonialverwalter von Aasiaat ernannt, erhielt das Amt 1817 aber fest. Nachdem Inspektor Johannes West 1824 heimgereist war, wurde Nicolai Julius Rasmussen als sein Vertreter eingesetzt, aber er starb nach wenigen Wochen im Amt, sodass Johan Lorentz Mørch das Amt kommissarisch übernahm, bis Carl Peter Holbøll im Juli 1825 neuer Inspektor wurde.
Johan Lorentz Mørch lebte mit seiner grönländischen Haushälterin Birgithe Nielsen (1784–1870) zusammen, Tochter des dänischen Assistenten Lars Nielsen und der Grönländerin Justina. Beide hatten schon zahlreiche Kinder zusammen, aber die Beziehung missfiel Mission und Handel, die eine Heirat verwehrten, was zu Protesten von Mørchs Seite führte. Vermutlich deshalb wurde er anschließend wieder zum Assistenten degradiert, als welcher er ab 1826 in Aasiaat wirkte. 1827 wurde er wieder nach Kitsissuarsuit versetzt und 1830 nach Ilulissat. Dort heiratete er am 13. August 1830 Birgithe Nielsen, mit der er mittlerweile acht Kinder hatte. Er ist der Stammvater der Familie Mørch. Über seinen Sohn Hans Peter Mørch (1808–1876) war er der Großvater des ersten ordentlichen grönländischen Pastors Tobias Mørch (1840–1916). Johan Lorentz Mørch starb 1834 51-jährig in Ilulissat.